# 聖安東尼奧-德帕萊
聖安東尼奧-德帕萊（西班牙語：San Antonio de Palé）是赤道幾內亞安諾本省的首府，
這個城鎮有600名居民。聖安東尼奧-德帕萊是安諾本機場的所在地。聖安東尼奧-德帕萊面積為17平方公里。

## 歷史
聖安東尼奧-德帕萊由葡萄牙人建立，天主教之方濟嘉布遣會與加爾默羅會的傳教士於1580年將該城鎮作為其傳教基地。1778年，西班牙佔有了聖安東尼奧-德帕萊的主權。1801年，英國人在聖安東尼奧-德帕萊建造了一座小堡壘 。19世紀下半葉，當地居民起而推翻西班牙人的統治。

### 引用
1. ↑  .   [2023-10-14]. （原始内容存档于2022-12-15）.
2. ↑  .   [2023-10-19]. （原始内容存档于2023-12-02）.
3. ↑  EB (1911).
4. ↑  EB (1878).